# Federico Gaio
Federico Gaio (ur. 5 marca 1992 w Faenzy) – włoski tenisista.

## Kariera tenisowa
Zawodowy tenisista od roku 2009.
Finalista jednego turnieju o randze ATP Tour w grze podwójnej.
W rankingu gry pojedynczej najwyżej był na 124. miejscu (3 lutego 2020), a w klasyfikacji gry podwójnej na 163. pozycji (2 listopada 2020).

### Finały w turniejach ATP Tour
| Legenda                                      |
| -------------------------------------------- |
| Wielki Szlem                                 |
| Igrzyska olimpijskie                         |
| Tennis Masters Cup / ATP Finals              |
| ATP Masters Series / ATP Tour Masters 1000   |
| ATP International Series Gold / ATP Tour 500 |
| ATP International Series / ATP Tour 250      |

#### Gra podwójna (0–1)
| Końcowy wynik | Nr | Data           | Turniej        | Nawierzchnia | Partner          | Przeciwnicy                        | Wynik finału   |
| ------------- | -- | -------------- | -------------- | ------------ | ---------------- | ---------------------------------- | -------------- |
| Finalista     | 1. | 23 lutego 2020 | Rio de Janerio | Ceglana      | Salvatore Caruso | Marcel Granollers Horacio Zeballos | 4:6, 7:5, 7–10 |